# جورج هانسن (مؤرخ زراعي)
جورج هانسن (بالألمانية: Georg Hanssen)‏ (و. 1809 – 1894 م) هو مؤرخ زراعي، واقتصادي، وأستاذ جامعي، وعالم إحصاء ألماني، ولد في هامبورغ، كان عضوًا في الأكاديمية البروسية للعلوم، توفي في غوتينغن، عن عمر يناهز 85 عاماً.